# Reds (album)
Reds è il terzo album della band rock italiana dei Gang, pubblicato nel 1989 dalla CGD, il primo prodotto da una casa discografica e l'ultimo cantato in lingua inglese.

## Tracce
1. I went up the river
2. Forever and ever
3. Waiting for the rain
4. Giants steal water from the river
5. Solidarity
6. The bandit
7. My new generals
8. Emigration song
9. Shadows
10. No drugs no alcool
11. Goodbye my friends
12. Nica

## Componenti
- Marino Severini - voce, chitarra
- Sandro Severini - chitarra elettrica, dobro e slide
- Andrea Mei - tastiere

Altri musicisti
- Paul Roland - chitarra
- Ambrogio Sparagna - organetto
- Davide Castiglia - violino
- Barbara Castiglia - tin whistle
- Aurora Barbatelli - arpa celtica
- Guido Guidoboni - armonica
- Francesco Martorelli - sax
- Frank Nemola - tromba
- Enzo Lampronti - trombone
- Ivan Gambini - percussioni
- Angelo Gentili - contrabbasso
- Fabio Roccagli - oboe
- Massimo Manzi - spazzole